# Botanophila protuberans
Botanophila protuberans este o specie de muște din genul Botanophila, familia Anthomyiidae. A fost descrisă pentru prima dată de Malloch în anul 1919. Conform Catalogue of Life specia Botanophila protuberans nu are subspecii cunoscute.